# 梅爾維爾鎮區 (愛荷華州奧德班縣)
梅爾維爾鎮區（英語：Melville Township）是位於美國愛荷華州奧德班縣的一個行政鎮區。

## 地方資料
根據2010年美國人口普查的數據，梅爾維爾鎮區的面積為94.60平方千米，當中陸地面積為94.60平方千米，而水域面積為0.00平方千米。當地共有人口117人，而人口密度為每平方千米1.24人。